# Веселі Терни
Веселі Терни — історична місцевість в Тернівському районі Кривого Рогу, колишнє село на правому березі річки Саксагань.

## Походження назви
Існує переказ про відпочинок у Веселих Тернах війська Богдана Хмельницького після перемоги під Жовтими Водами. Тут у балці, що поріс тернами стояв зимівник з корчмою. Тому козаки й назвали цю місцевість Веселими Тернами.
Існує і таке пояснення: Веселими Терни стали завдяки тому, що у заростях терену було багато солов'їв.

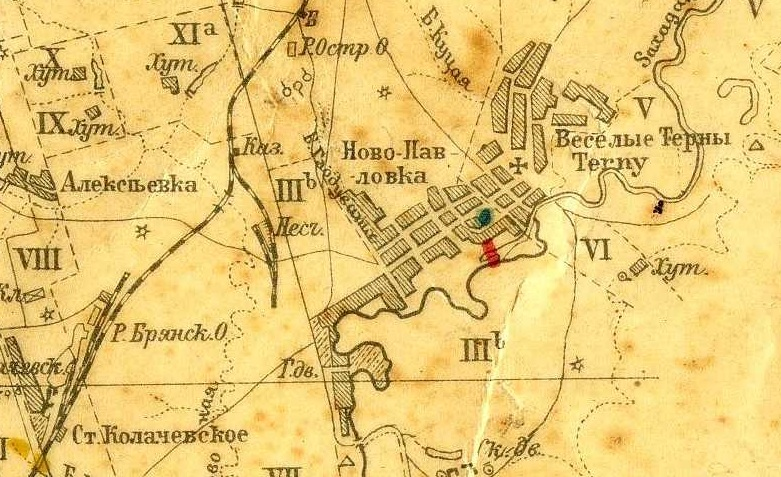
Веселі Терни на початку ХХ століття

## Історія
Виникли у XVII столітті як козацький зимівник.
Слобода Веселі Терни була центром Веселотернівської волості Верхньодніпровського повіту Катеринославської губернії. На 1886 рік тут мешкало 613 осіб, що мали 129 господарських подвір'я. У селі була православна церква архангела Михаїла, школа, магазин (лавка), ярмарок, спиртове господарство.
На початок ХХ століття в Веселих Тернах проживало понад 1400 осіб, діяли православна церква, аптека, ярмарок. На 1900 рік торгові обороти села, разом з примикаючим з південного заходу селом Новопавлівкою, сягали 188 тис. рублів.
Багато учасників Визвольних змагань, що воювали на знаменитому панцернику  "Стрілець" у 1919  - учні Веселотернівської гімназії - Волков Василь,  Бочаров Василь, Золото Іван , Ващенко Іван, Дугін Петро, Кравченко Олекса та інші 
За радянської влади у селі був радгосп «Веселі Терни».

## Відомі люди
Родом з села:
- Бабенко Віра Лук'янівна — зв'язкова Катеринославського повставкому. Розвідниця Степової (Олександрійської) дивізії УНР.
- Гладнів Петро - учасник Визвольних змагань, комендант Запоріжжя у  кінці 1918 року
- Должанський Юрій Мойсейович — Герой Радянського Союзу
- Литвиненко Семен Дмитрович (1901-?) - учасник Визвольних змагань,  оперирував  в районі Софіївки, Веселих Тернів, Лозуватки [4].
- Мудрагей Неллі Степанівна — філософ, старший науковий співробітник сектора теорії пізнання Інституту філософії Російської академії наук.
- Феденко Панас Васильович — член Української Центральної Ради.
- Гуртовий Іван Васильович[5] — молодший сержант 99-го гвардійського артилерійського полку, стрілець-радист. Загинув у повітряному бою 19 вересня 1941 року поблизу села Октябрське Сумської області (зараз — Зарічне).